# Mitsumasa Anno
Mitsumasa Anno (Japans: 安野 光雅) (Tsuwano (Kanoashi), 20 maart 1926 – 24 december 2020) was een Japans illustrator en kinderboekenschrijver.
Hij begon te schilderen in 1961. Hij tekende traditionele Japanse landschappen en taferelen maar met een persoonlijk toets en met westerse invloeden. Zijn kinderboeken werden meermaals bekroond, onder andere met:
- Zilveren Penseel in 1981, voor En toch draait ze
- Hans Christian Andersenprijs in 1984
- Kikuchi Kan Prize in 2008

Een overzichtstentoonstelling gewijd aan zijn werk vond plaats in 2019 in het Japan House in Kensington (Londen).